# Shigemitsu Sudō
Shigemitsu Sudō (須藤 茂光?, Sudō Shigemitsu; Hokkaidō, 2 aprile 1956) è un ex calciatore giapponese, di ruolo difensore.

## Statistiche

### Presenze e reti nei club
| Stagione | Squadra | Campionato | Campionato | Campionato |
| Stagione | Squadra | Comp       | Pres       | Reti       |
| -------- | ------- | ---------- | ---------- | ---------- |
| 1979     | Hitachi | JSL1       | 18         | 0          |
| 1980     | Hitachi | JSL1       | 16         | 0          |
| 1981     | Hitachi | JSL1       | 14         | 0          |
| 1982     | Hitachi | JSL1       | 11         | 0          |
| 1983     | Hitachi | JSL1       | 15         | 0          |
| 1984     | Hitachi | JSL1       | 14         | 0          |
| 1985-86  | Hitachi | JSL1       | 22         | 0          |
| 1986-87  | Hitachi | JSL1       | 7          | 0          |
|          | Totale  |            | 117        | 0          |